# Histoire de Saint-Malo

Blason de Saint-Malo.

L'histoire de Saint-Malo remonte à la Protohistoire celtique, où cette région correspond à l'ancien centre maritime du peuple gaulois des Coriosolites, installés à la cité d'Aleth (actuel quartier de Saint-Servan).
Sous l'influence des Romains, la ville de Corseul, dans les terres, se développe aux dépens de la cité d'Aleth, qui reste un port important. À la fin du IIIe siècle, les Romains choisissent de fortifier Aleth, tandis qu'à cette époque, le rocher de Canalch (Canalchius insulae), situé dans la plaine marécageuse formée à l'embouchure de la Rance, qui accueillera la future ville de Saint-Malo est encore inhabité.
Lors du retrait de l'armée romaine vers 420, Aleth subit de nombreuses attaques venues du Nord. Vers 507, saint Aaron se retire des « tentations du monde », sur un rocher de  Kalnach et y construit un oratoire. Il est rejoint par saint Maclou, venant de l'actuel pays de Galles, vers 538. L'îlot surnommé dans un premier temps « rocher d'Aaron », devient le « rocher de Saint-Malo » à la mort de son compagnon, en 541.
Aleth continue de se développer jusqu'à la fin du millénaire où, après plusieurs attaques des Normands, la ville est durablement affaiblie. Au milieu du XIIe siècle, le diocèse d'Aleth est déplacé sur le rocher de Saint-Malo, mais on ne sait si l'arrivée de l'évêque précède ou suit la première urbanisation de Saint-Malo. Cet événement marque néanmoins la fin de la grandeur d'Aleth. Désormais, la position stratégique du port est l'objet de conflits entre la Bretagne et la France. Après avoir fait partie du domaine du roi de France au début du XVe siècle puis avoir été intégrée au Duché de Bretagne, Saint-Malo est en 1493 définitivement annexée au domaine royal.
C'est avec la découverte des Amériques et le développement des échanges avec les Indes que Saint-Malo prend son envol et s'enrichit considérablement. La ville proclamera même pendant quatre ans son indépendance. Les armateurs deviennent plus nombreux et des personnages de cette époque font la renommée de la ville, Jacques Cartier découvre le Canada, les corsaires harcèlent les marines marchandes et militaires, tels Duguay-Trouin, puis un peu plus tard Surcouf. D'autres s'illustrent dans la science, tel Maupertuis, ou dans les lettres et la politique comme Chateaubriand. Les armateurs se font construire des demeures particulières appelées Malouinières. Avec 218 expéditions négrières aux XVIIe et XVIIIe siècles Saint-Malo figure au cinquième rang des ports français ayant pratiqué le commerce triangulaire, après Nantes (1 714) et La Rochelle (449), Le Havre (441) et Bordeaux (419)

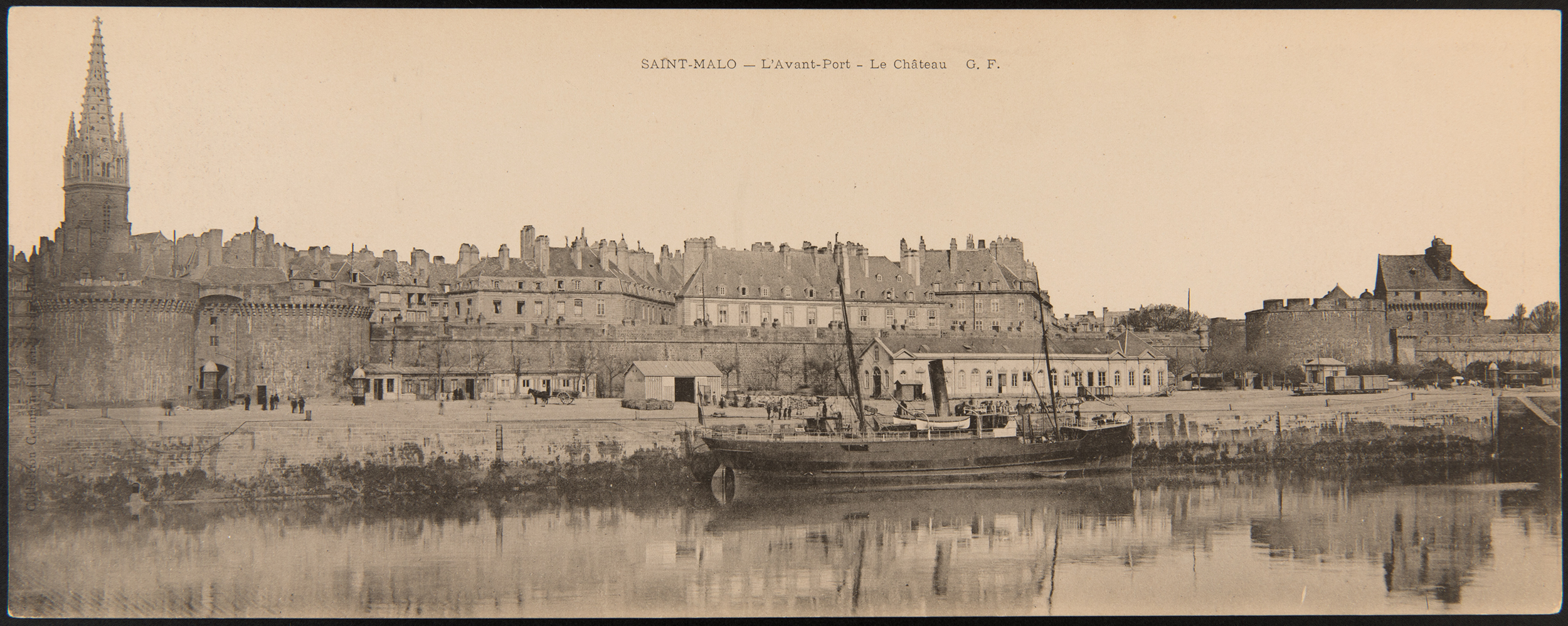
Saint-Malo (fin XIXe siècle - début XXe siècle), l'avant port, les remparts et la grand' porte, le château.

L'apogée de Saint-Malo se termine à la Révolution française qui ne l'épargne pas. Saint-Malo continue ensuite de développer la pêche, notamment pour Terre-Neuve. À la fin du XIXe et au XXe siècle, Saint-Malo développe le tourisme, notamment grâce à ses plages. Lors de la Seconde Guerre mondiale, Saint-Malo est particulièrement touchée, la ville est dévastée par les bombardements américains en 1944. Presque entièrement reconstruite à l'original après la guerre, Saint-Malo est devenu un important centre touristique estival, port de pêche et de plaisance.

## Antiquité
Reginca (nom gaulois à l'origine de celui de Rance), située à l'emplacement de la moderne Saint-Servan (cité d'Aleth) à l'embouchure de la Rance, est le principal centre maritime des Coriosolites. Ce peuple armoricain étend son contrôle sur un territoire allant de la baie de Saint-Brieuc à la baie du Mont-Saint-Michel et suivant au sud le cours de l'Oust et de la Vilaine. Il participe à plusieurs alliances gauloises antiromaines en 56 et 52 av. J.-C., sans succès.
Pour les contrôler et éviter les liens transmanche avec les peuples bretons insulaires alliés aux Gaulois, les Romains imposent[Quoi ?] aux Coriosolites, dont la capitale Corseul se trouvait dans les terres. Un incendie met fin pour l'essentiel à l'occupation du site d'Alet (sauf pour les activités portuaires indispensables qui sont maintenues), au profit de la nouvelle Corseul (rebaptisée Fanum Martis). À la fin du IIIe siècle, l'insécurité générale en Gaule et surtout sur la Manche mène l'administration impériale à fortifier le port d'Alet, qui bénéficie d'une situation avantageuse en surplomb de 35 mètres au-dessus du niveau de la mer et formant vers l'intérieur de la Rance une anse bien abritée (l'actuel « port Solidor »). À la fin du IVe siècle (probablement vers l'an 368), un des deux cantonnements de la légion des « Martenses » rejoint Alet (l'autre étant en Germanie à Altrip), selon la Notitia dignitatum. Un préfet militaire y commande autour de 300 légionnaires. Corseul demeure cependant le chef-lieu administratif de la cité des Coriosolites. Alet est alors le principal port armoricain de la Manche entre Brest et le Cotentin. De nombreuses traces archéologiques, dont des portions en élévation des murailles du IIIe siècle, en attestent encore au XXIe siècle.
À la même époque, l'îlot occupé aujourd'hui par Saint-Malo est inhabité, sinon par quelques pêcheurs.
À l'exemple des Bretons, les Armoricains se libèrent de l'administration romaine vers 420, au départ des Martenses. Alet se dépeuple alors fortement, du fait de ce départ et des incursions de pirates Frisons et Saxons qu'il rendait plus faciles. C'est à ce moment que se place l'immigration bretonne, qui se serait faite sur une côte dépeuplée selon les vitae des saints bretons. Cette immigration massive changea la composition ethnique et linguistique de la cité des Coriosolites, mêlant Bretons et Gallo-Romains. Elle perturba l'organisation des cités gallo-romaines au point qu'il n'y eut pas au Ve siècle d'évêché chez les Coriosolites et les Osismes, alors qu'il en avait déjà chez les Vénètes à Vannes, les Namnètes à Nantes et les Riedones (ou Redones) à Rennes.

## Moyen Âge

### Haut Moyen Âge

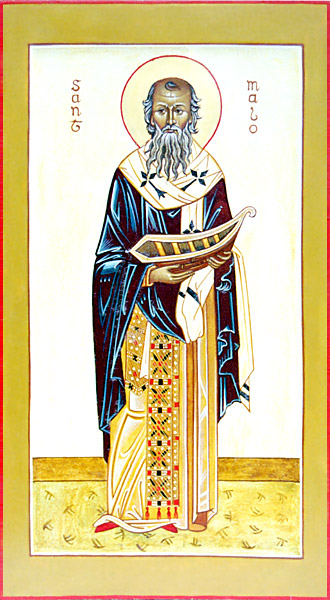
Icône de saint Malo.

La vita latine de saint Malo (Maclovius, Maclaw ou Maclou), composée vers l'an 870 par le diacre Bili à Alet, le fait naître vers l'an 510 à Llancarfan dans le royaume breton de Gwent (au sud de l'actuel pays de Galles). Filleul et disciple de saint Brendan, il le suivit dans ses voyages légendaires aux îles Fortunées. Accompagnant la migration bretonne de la Grande vers la Petite Bretagne, il débarqua à Cézembre (alors avant-port d'Aleth) puis rejoignit (vers 538), l'ermite breton Aaron sur le rocher sur lequel celui-ci s'était retiré à l'abri des tentations du monde. Cet îlot appelé Canalch (Canalchius insulae) ou rocher d'Aaron, devint le rocher de Saint-Malo à la mort de Aaron en 541. Malo l'aurait alors quitté pour rejoindre la cité d'Alet à quelques centaines de mètres de là. Il en aurait été élu évêque en 590. Mais entré en conflit avec les Aletins (habitants d'Aleth), Malo quitta la ville pour Saintes où il mourut un 15 novembre vers l'an 621. Ses reliques furent translatées en 672 à la cathédrale d'Alet et à l'hermitage de Saint-Aaron. Lors de l'invasion normande au Xe siècle, elles furent transportées à Paris, puis à Montreuil avant d'être dispersées.
Historiquement, un siège épiscopal n'est attesté à Alet qu'au VIIIe siècle, avec les évêques Haelocar, Ermor, Iarnwalt, Maen, Salocon, Rethwalatr, Ratwili… Ces noms, tous bretons, indiquent qu'Alet est alors en zone bretonnante.
En 575, le prince domnonéen Judual aurait reconstruit Alet. Selon la Vita Briocii, le chef breton Cadwallon y rencontre le roi Salomon II pour lui demander assistance contre les Saxons de Bernicie, témoignant ainsi de l'importance de la ville à cette époque. Au XIIe siècle, le géographe arabe Ibrahim B'Ya'Qub parle du port de « K.r.mala », ce qui nous indique que le nom de Ker Malo commençait à se substituer à celui d'Alet. La ville est pourtant nommée en divers textes Quidalet, contraction de Civit(as) Alet. Des raids vikings, parfois appuyés par les Normands de la Seine, ont lieu en 878, 919, 931 et 963 et ruinent durablement la ville, comme l'atteste le roman de Brut.

### Bas Moyen Âge
Fut-ce pour cette raison que le dernier évêque d'Alet Jean de Châtillon, dit « Jean de la Grille », transféra le siège du diocèse d'Alet vers l'île de Saint-Malo entre 1146 et 1152 ? En tout cas, il y trouva l'église que les moines bénédictins y avaient construite et la leur prit. En 1161, il y fonde le collège de Saint-Malo. On ne sait si l'arrivée de l'évêque précède ou suit la première urbanisation de Saint-Malo. Alet perdit beaucoup avec ce transfert. Elle devint un quartier de Saint-Servan. Les ruines de sa cathédrale sont encore visibles, à la Cité. En 1308, la ville tente d'échapper au pouvoir ducal et se constitue  en commune jurée.
L'évêché de Saint-Malo était l'un des « neuf évêchés » de Bretagne.
Sa position stratégique en fit un objet de conflit entre les ducs de Bretagne et leur suzerain le roi de France. Lors de la guerre de succession de Bretagne, Saint-Malo soutenait Jean de Blois, et à la victoire de Jean de Montfort, l'évêque Josselin de Rohan refusera de lui rendre hommage. En 1394, le pape Clément VII cède la ville au roi de France Charles VI avec l'approbation de ses habitants. Ceux-ci gagnent des franchises portuaires ce qui entraîne un développement du commerce.
Le roi de France Charles VI donne la ville au duc Jean V, qui est aussi son gendre, pour le remercier de son implication dans la guerre contre les Anglais. La cession implique toutefois que la ville garde ses franchises. Les années qui suivent la cession sont difficiles pour la ville dont l'essor est limité. En effet, ville commerçante et ouverte sur le monde, Saint-Malo s'accorde mal avec le pouvoir ducale. Ceci est amplifié par la politique de François II, fils et successeur de Jean V. A court d'argent, celui-ci met en place une administration contraignante en plus de l'administration royale et augmente les impositions ce qui provoque résistance et opposition.
En 1487, le duc de Bretagne rallie les grands féodaux en conflit avec la régente Anne de Beaujeu, dans ce que l'on nomme la guerre folle et, définitivement défait en 1488, il signe le traité du Verger qui le contraint, à titre de garantie, de laisser quatre places fortes dont notamment Saint-Malo. La ville redevient une partie du partie du Domaine royal. Le mariage de 1491 entre Anne de Bretagne et  le roi de France Charles VIII  pérennise définitivement le retour de la cité au sein du giron royal.

## Époque moderne

### Port de corsaires, d'explorateurs et des négociants-armateur
C'est avec la colonisation européenne des Amériques et le développement des échanges avec les Indes que Saint-Malo prend son envol et s'enrichit considérablement. La ville proclamera même le 11 mars 1590, et pendant quatre ans, son indépendance sous le nom de la république de Saint-Malo. Les armateurs deviennent plus nombreux, et des personnages de cette époque font la renommée de la ville. Jacques Cartier colonise le Canada.
Les corsaires, tels Duguay-Trouin, puis un peu plus tard Surcouf, mandatés par « lettre de course », sont autorisés par temps de guerre à harceler les marines marchandes et militaires. Saint-Malo est connue comme cité corsaire.

Portraits de personnalités de Saint-Malo
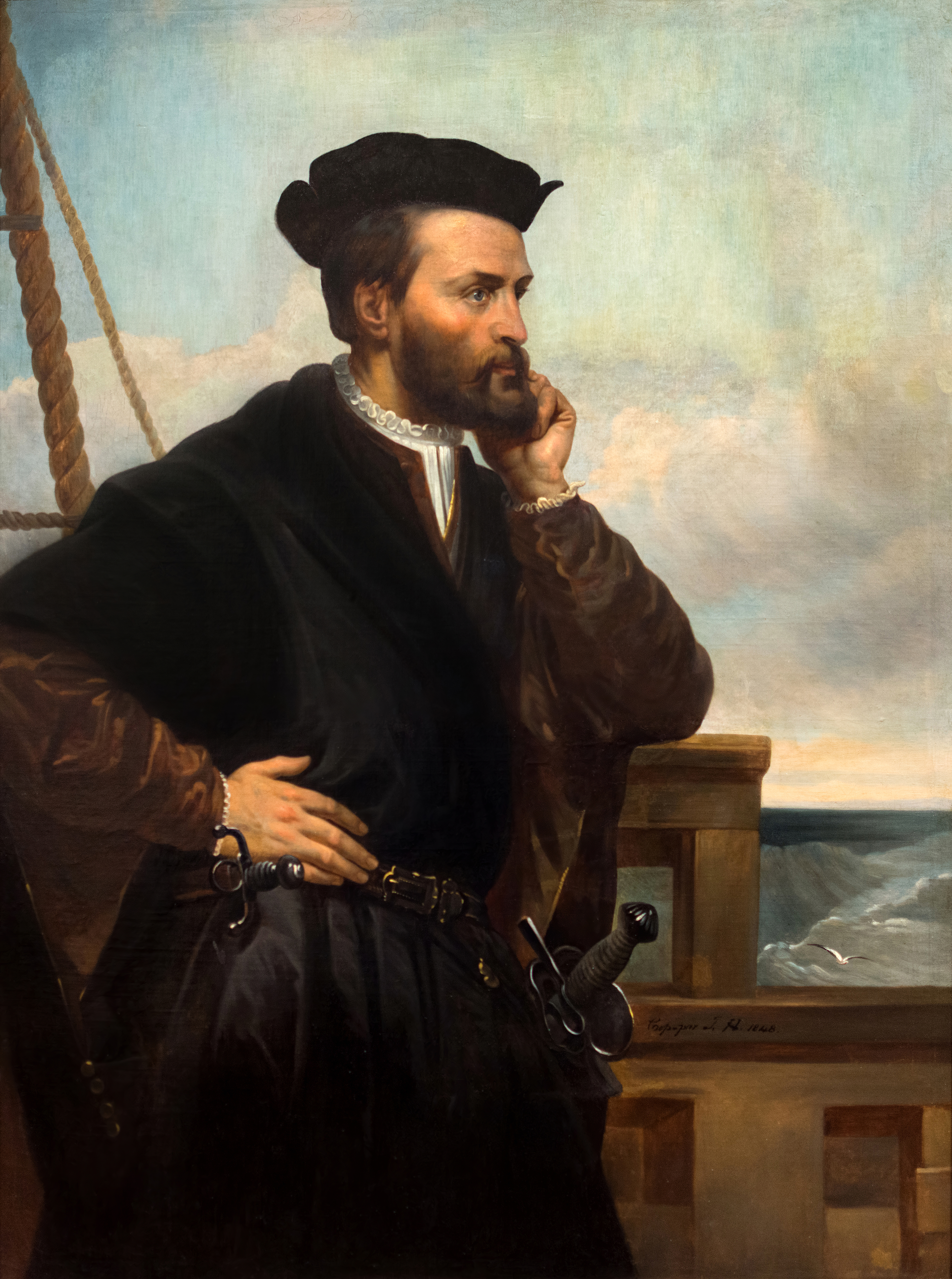
Portrait fictif de Jacques Cartier, découvreur du Canada (Québec).
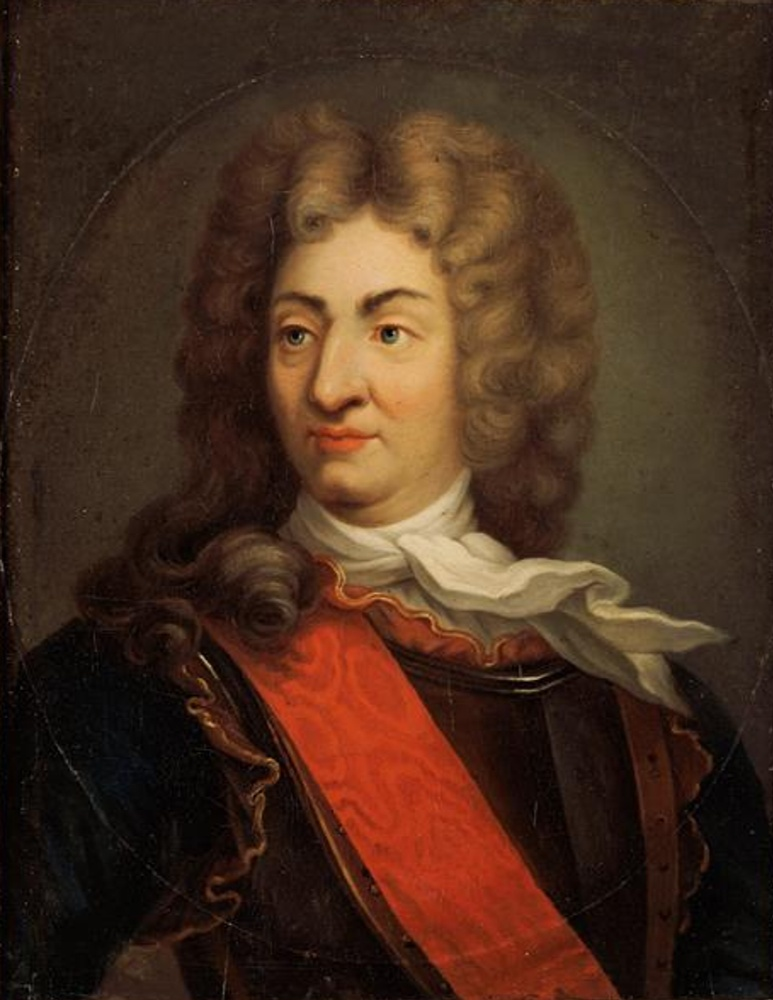
René Duguay-Trouin, corsaire de la Marine royale.
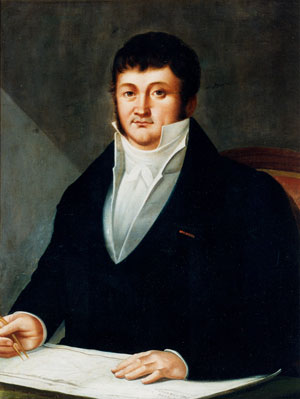
Robert Surcouf, capitaine corsaire puis important armateur.
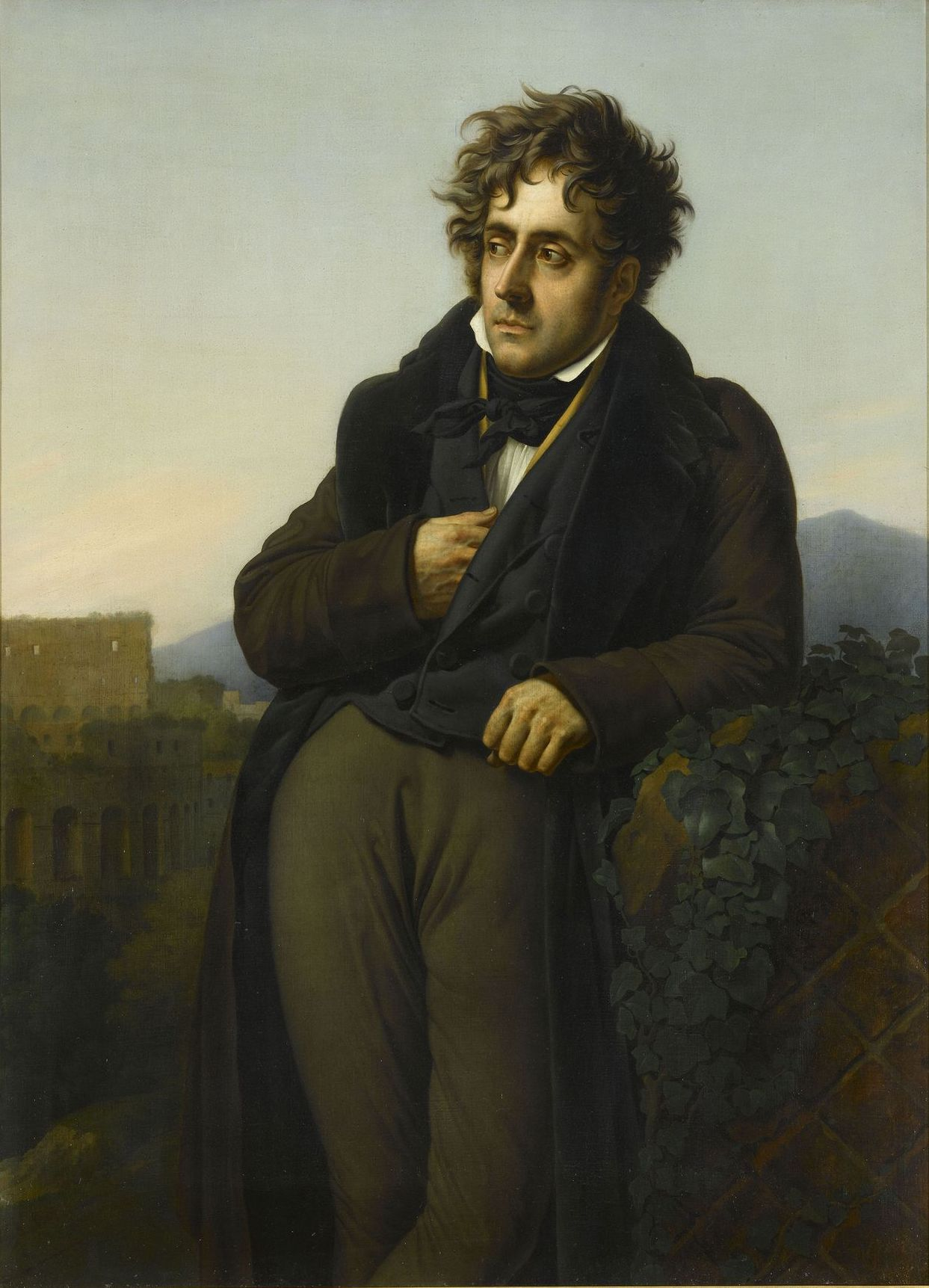
François-René de Chateaubriand, écrivain et homme politique.
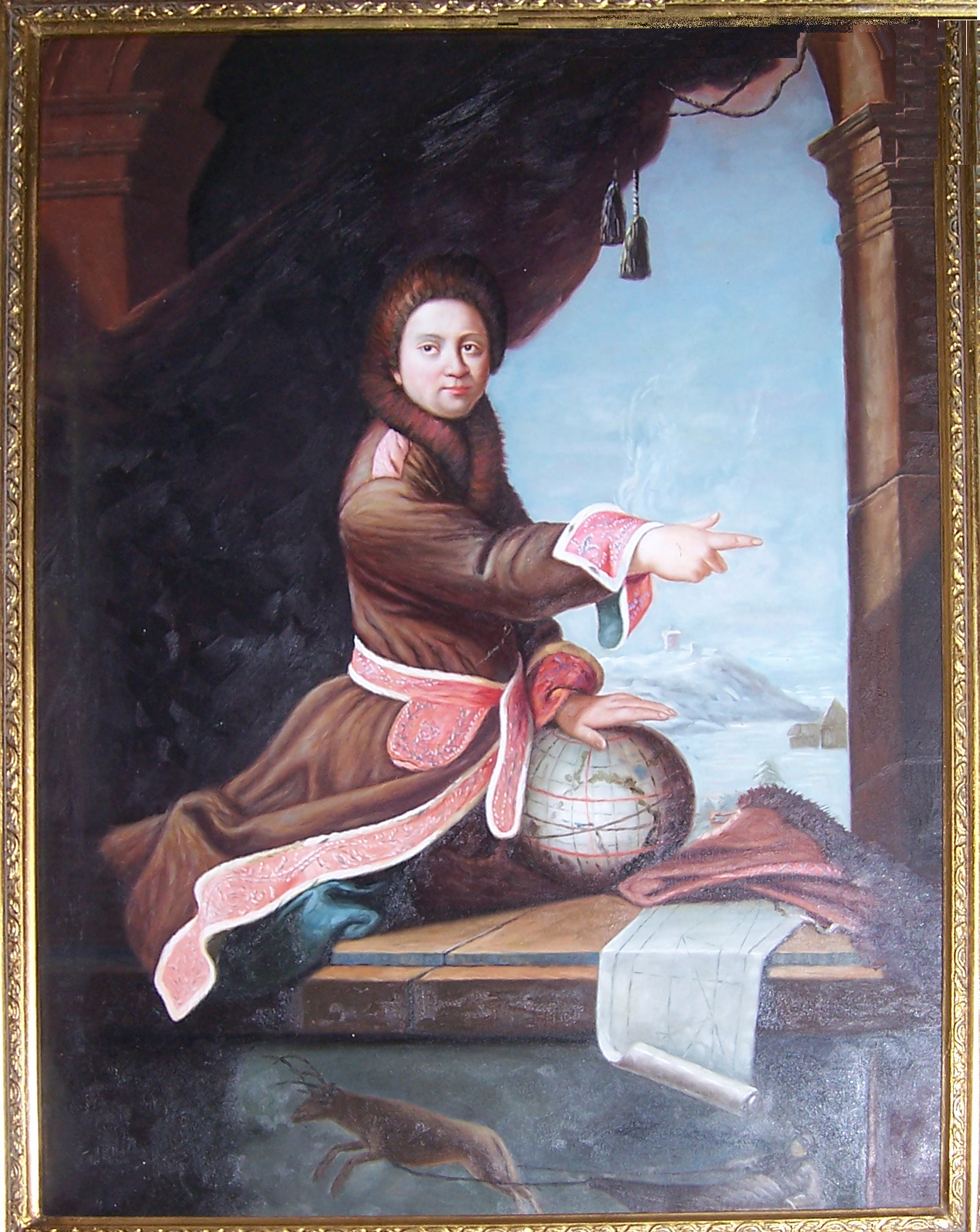
Pierre-Louis Moreau de Maupertuis, militaire devenu scientifique.

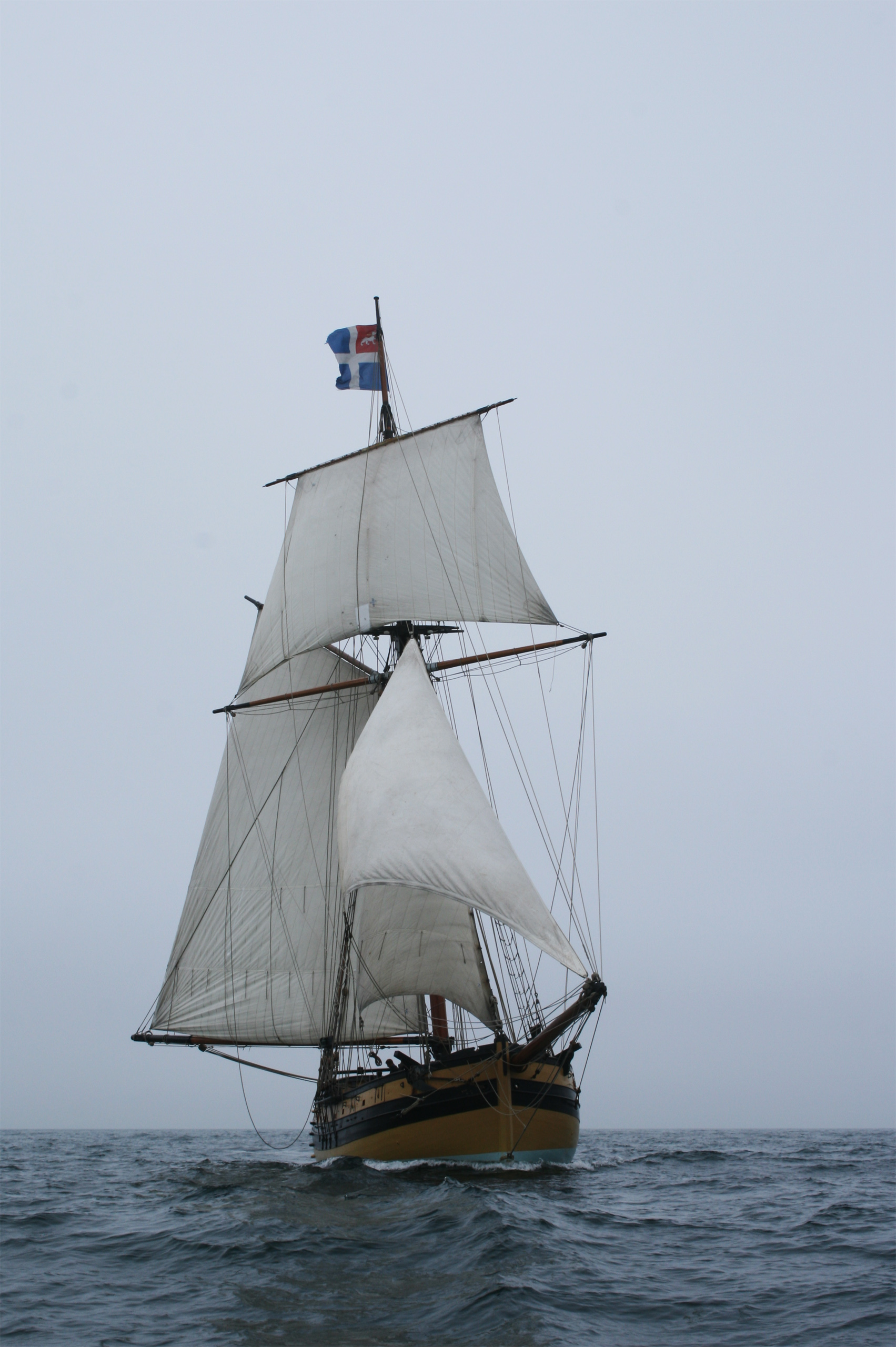
Le Renard, réplique du bateau de corsaire de Surcouf.

D'autres s'illustrent dans la science, tel Maupertuis, ou dans les lettres et la politique comme Chateaubriand. Les armateurs se font construire des demeures particulières appelées malouinières.
En 1601, la Compagnie des marchands de Saint-Malo, Laval et Vitré arme deux navires, le Corbin et le Croissant, qui font une longue escale dans la baie de Saint-Augustin à Madagascar (voir relation de François Pyrard). Au XVIIIe siècle, une trentaine de grandes familles malouines d'armateurs terre-neuviers et de négociants roturiers anoblis depuis la fin du règne de Louis XIV, forme une aristocratie du commerce, une ploutocratie. Ces « Messieurs de Saint-Malo » constituent « un véritable patriciat urbain, combinant les attributs de la richesse et du statut juridique, du prestige et de la puissance, héritages d’une position sociale éminente tenue dans la ville et la province depuis un siècle, voire plus ».
En 1708 est créée la Compagnie des Indes Orientales de Saint-Malo. Elle est ensuite transformée en la Compagnie perpétuelle des Indes qui associe la compagnie de Saint-Malo et la Compagnie d'Occident. En 1790, la compagnie et son monopole prennent fin.
Les îles Malouines (Atlantique Sud, au large de l'Argentine) furent appelées ainsi en l'honneur des nombreux équipages de Saint-Malo qui y faisaient escale avant le passage du cap Horn vers le Pacifique.
Saint-Malo est citée pour avoir participé à la révolte du papier timbré survenue en 1675.
Le 27 octobre 1661, vers cinq heures du soir, Marie Charnacé fait bouillir de la térébenthine lorsque le liquide s'enflamme. Le feu se propage dans toute la Grand'Rue ; il dura 13 heures et 237 maisons furent détruites. L'histoire a nommé ce drame la Grande Brulerie. Lors de la fondation de la Compagnie des Indes en 1664, puis quand le port de Lorient est inauguré quelques années plus tard, les commerçants et armateurs malouins sont en première ligne : ils eurent l'idée d'armer leurs navires marchands « en course » afin d'assurer la protection de la flotte royale. Les navires de commerce furent donc transformés en navires d'armement.
En 1693, les Anglais, ne pouvant vaincre les corsaires malouins, décident de détruire Saint-Malo. Ils lancent contre les remparts un brûlot de quatre cents tonneaux bourré de poudre, de matières inflammables, de bombes, de vieux canons. Le feu est mis trop vite à la machine infernale qui ne cause que des dégâts matériels.
Les grandes expéditions dans les mers du Sud, sous le pavillon de la Compagnie royale de la mer du Sud (1698), rapportèrent des millions de piastres en provenance de l'empire espagnol et de ses riches villes minières de la zone pacifique.
Les premiers navigateurs de la mer du Sud préférèrent passer  par le détroit de Magellan, grâce au recours à des pilotes fortement rétribués. Jacques Gouin de Beauchêne, capitaine du Phelypeaux, navigua ainsi dans le détroit de Magellan en 1699, même s'il passa au retour d'ouest en est, par le cap Horn, dans un sens où la traversée fut plus facile. L’expédition d’Alain Porée, Joseph Trublet et Jean-Baptiste Bécard part de Saint-Malo le 25 août 1703, à destination des colonies espagnoles de l’Amérique du Sud fut la première française à passer le cap Horn dans l'autre sens, d'est en ouest.
Ces grandes expéditions dans les mers du Sud permirent aussi l'attaque de Rio de Janeiro en 1711 par l'escadre de Duguay-Trouin, ou l'expédition de Moka, qui revint chargée de précieux café du Yémen. Les grands armateurs de la ville, Noël Danycan, François-Auguste Magon de la Lande ou Luc Magon de la Balue sont rejoints par le corsaire irlandais Phillip Walsh, dont les fils partirent cependant à Nantes créer la dynastie de spécialistes de la traite négrière d'Antoine Walsh.
La rivalité des ports français au XVIIIe siècle sera douloureuse pour Saint-Malo, qui avait jusque-là trouvé une complémentarité avec Lorient. Après 1697, les clauses du traité de Ryswick entrainent la fin du commerce interlope avec l'Amérique espagnole et amoindrissent les possibilités de pêches à Terre-Neuve.

### Port négrier

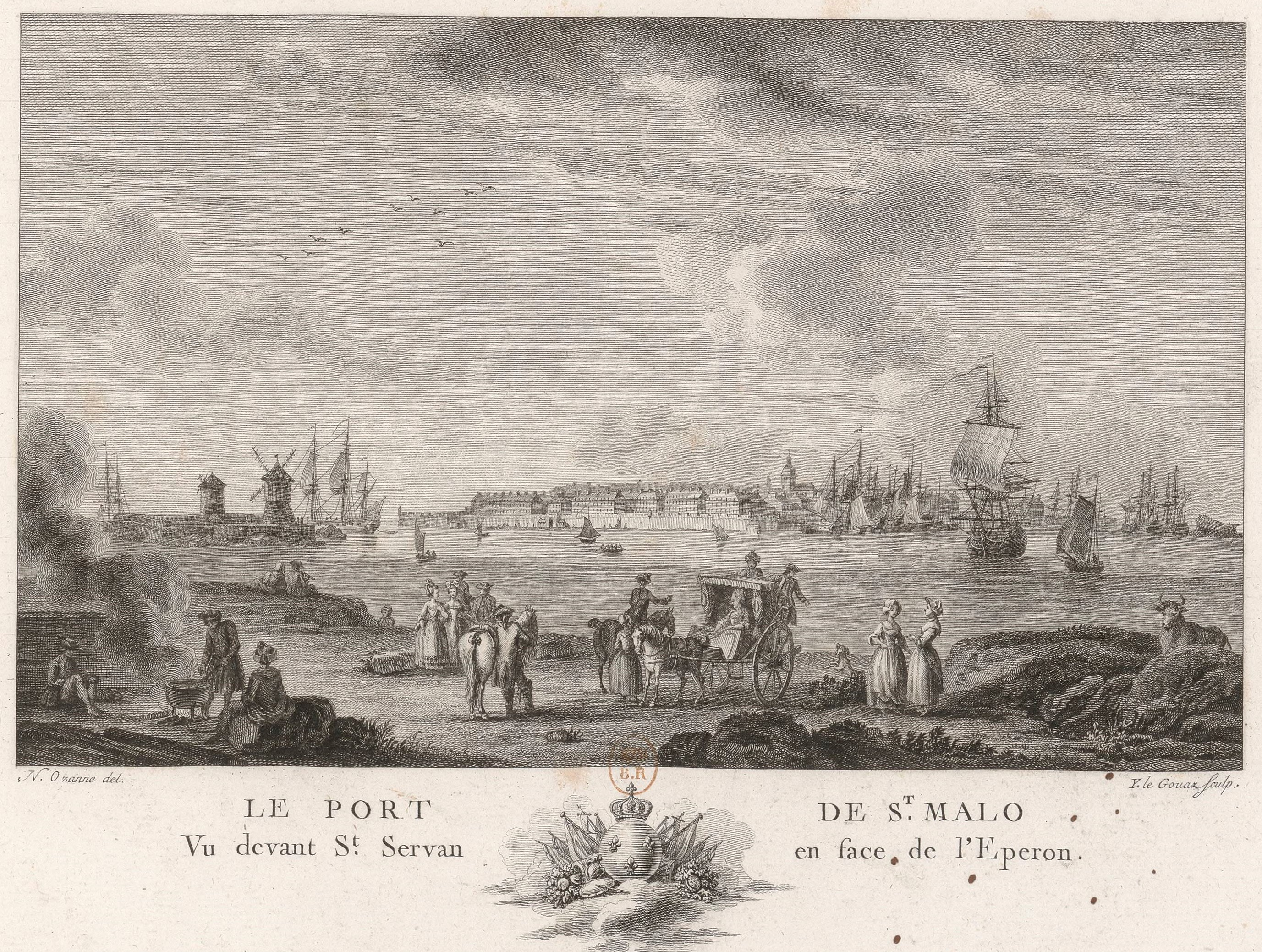
Le port de Saint-Malo en 1776.

Certains armateurs malouins se tournent vers la traite négrière, dans le cadre du commerce triangulaire qui part d'approvisionner en captifs auprès d'États esclavagistes de la côte des Esclaves (empire ashanti, royaume de Dahomey, empire d'Oyo…), puis les déporte dans les colonies du Nouveau Monde, et enfin rapporte en Europe les marchandises produites par les esclaves dans les plantations. Le port de Saint-Malo obtient, par lettre patente du roi le 16 janvier 1716, l'autorisation d'armer librement à la traite, hors des compagnies à monopole.
Entre 1713 et 1792, 214 armements sont organisés ce qui fait de Saint-Malo le 5e port négrier français, avec 6,5 % du nombre total d'expéditions. Parmi les principaux armateurs négriers malouins, on trouve Pierre-Jacques Meslé de Grandclos (35 expéditions), François-Auguste Magon de la Lande (22), Pierre Beaugeard (12), Surcouf (12), Alain Le Breton de Blessin (1711-1789) & Guy Jean Sébire Desaudrais (1727-    ) (8), René-Auguste de Chateaubriand (6), père de l'écrivain, François Leyritz, père et fils (5),. Plusieurs hôtels particuliers et malouinières témoignent encore des fortunes accumulées.

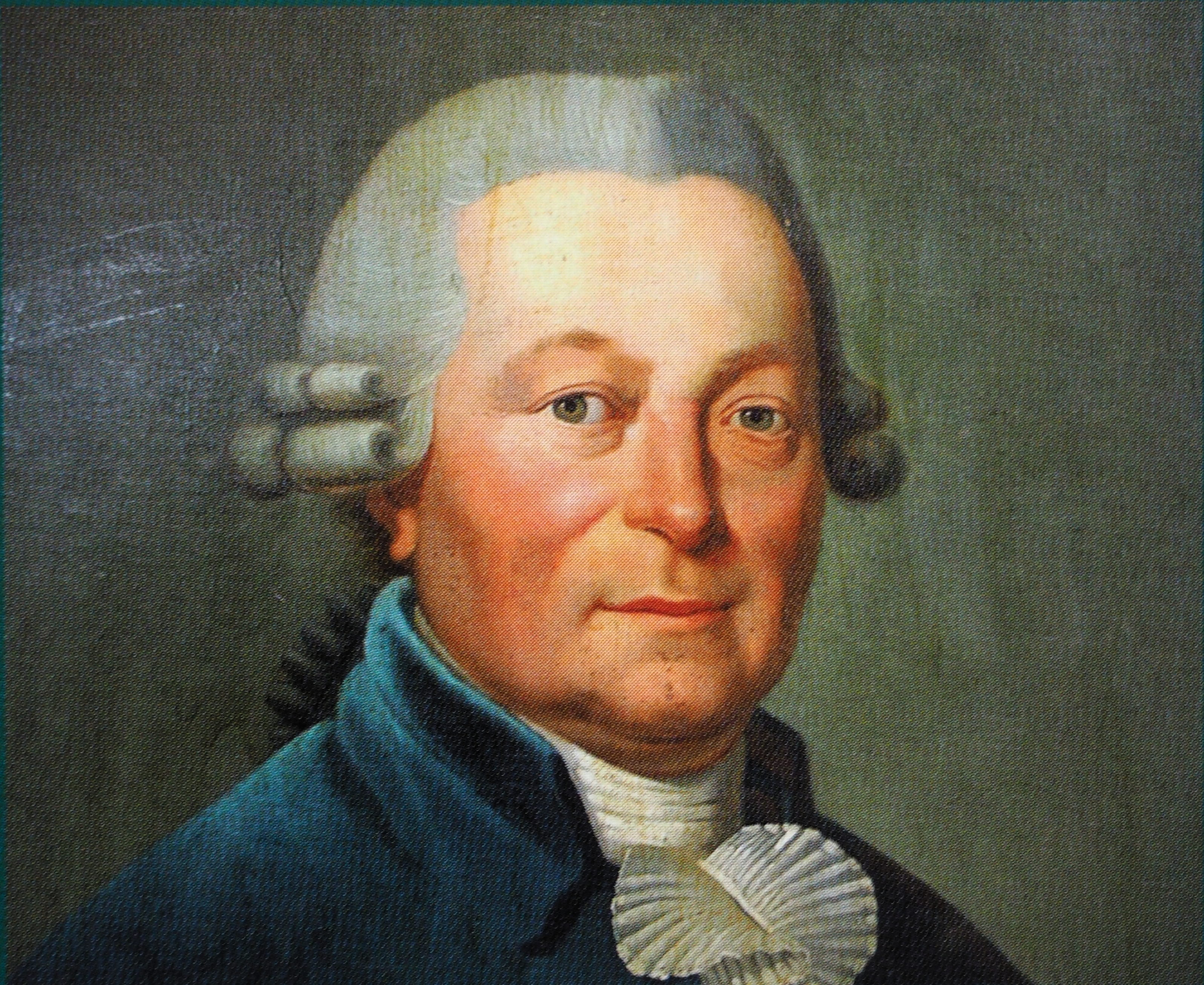
Pierre-Jacques Meslé de Grandclos, principal armateur négrier malouin.
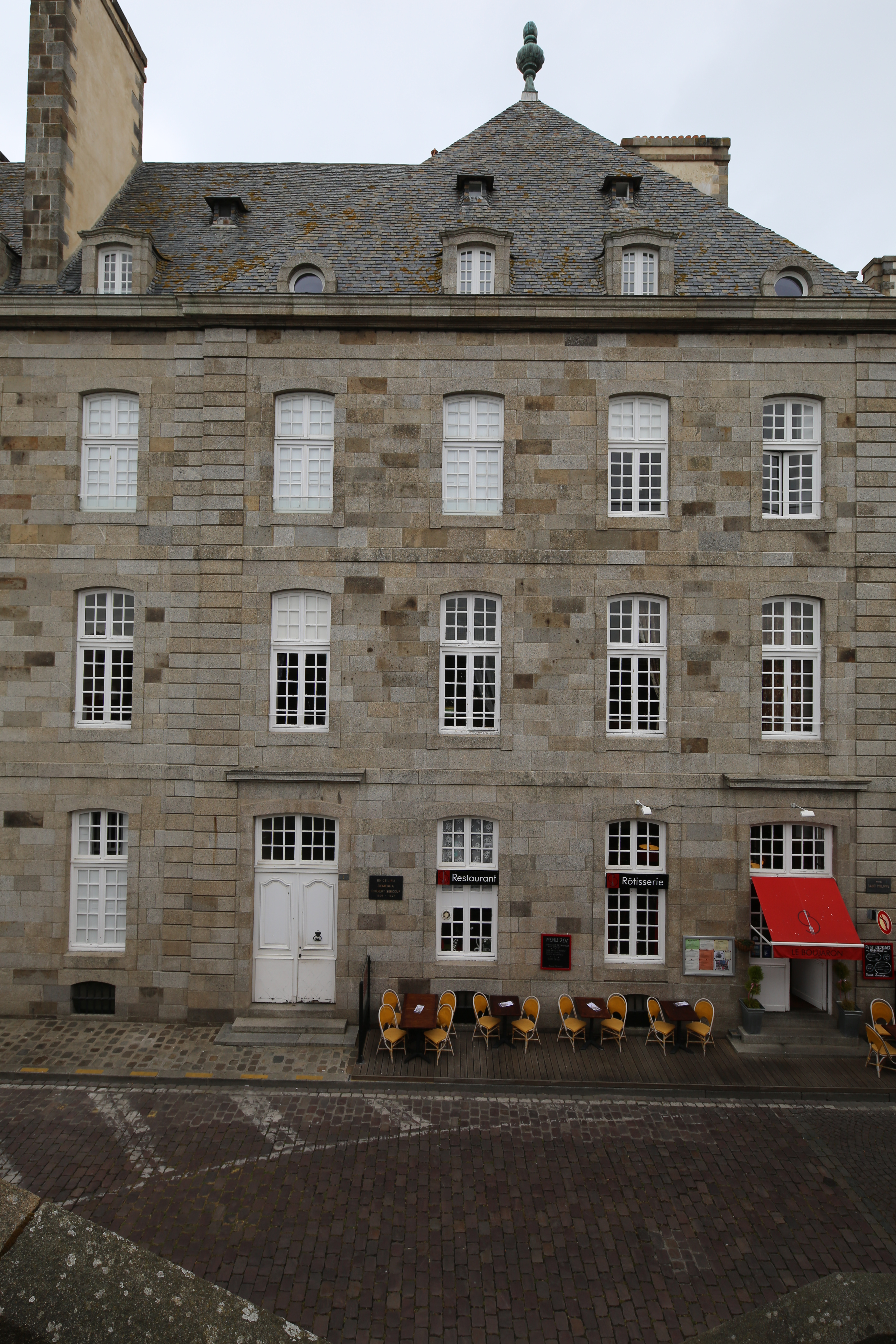
Hôtel de Robert Surcouf, à Saint-Malo.
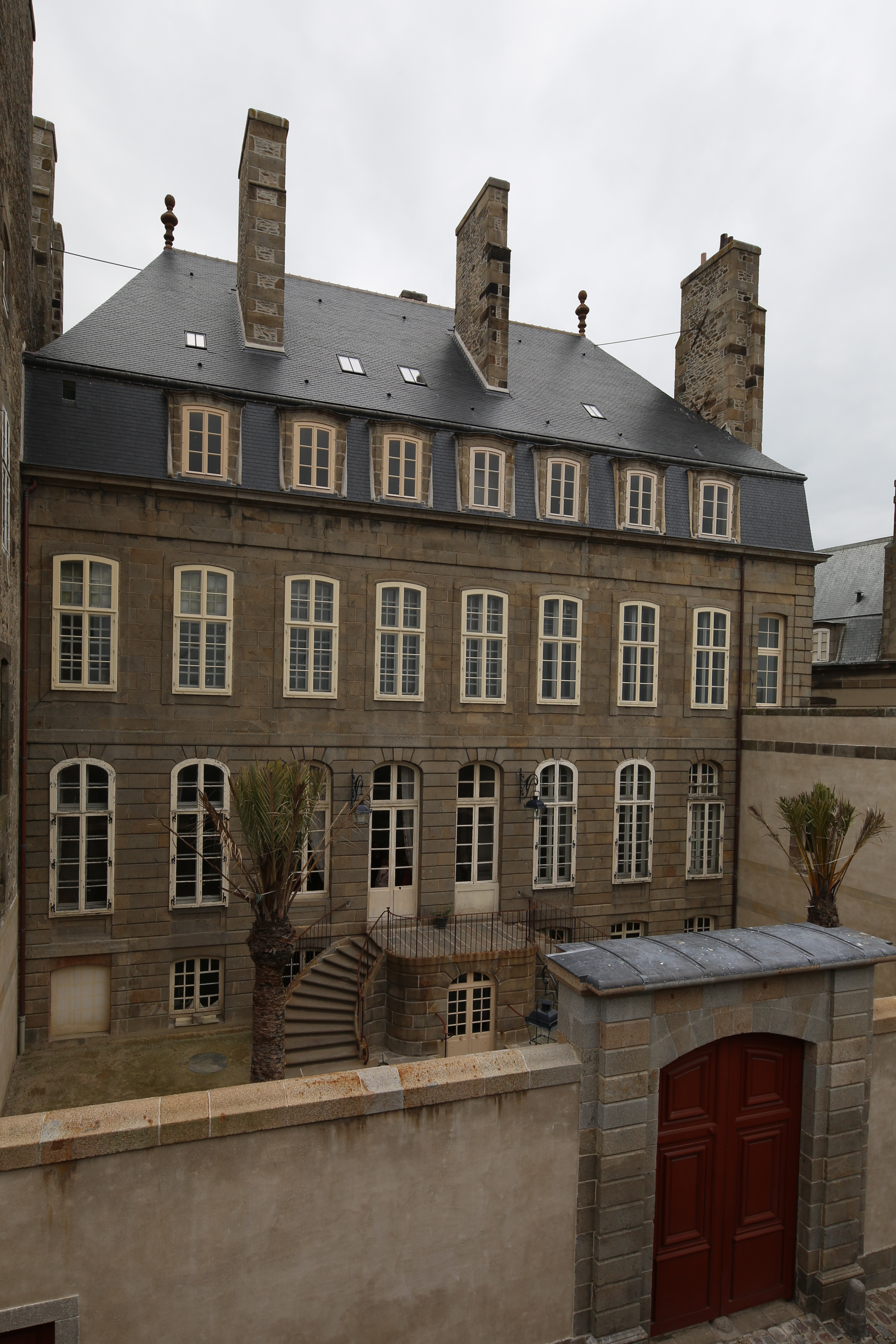
Hôtel Magon de la Lande, à Saint-Malo.
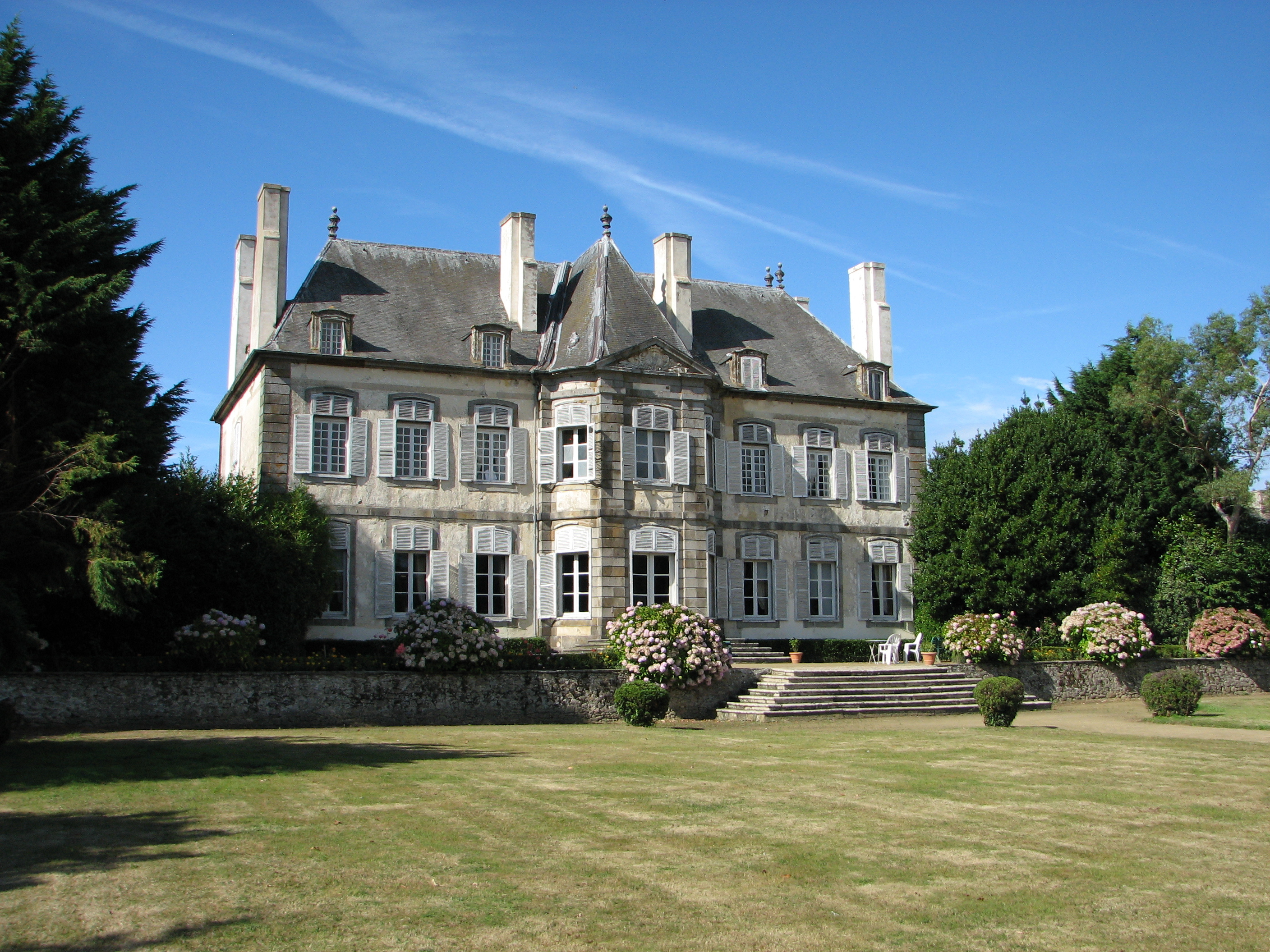
malouinière de la Chipaudière, à Paramé.

## Révolution française
Les changements apportés par la Révolution française sont bien accueillis à Saint-Malo. Durant cette période, la commune est rebaptisée Port-Malo, puis Commune-de-la-Victoire, puis Mont-Mamet.

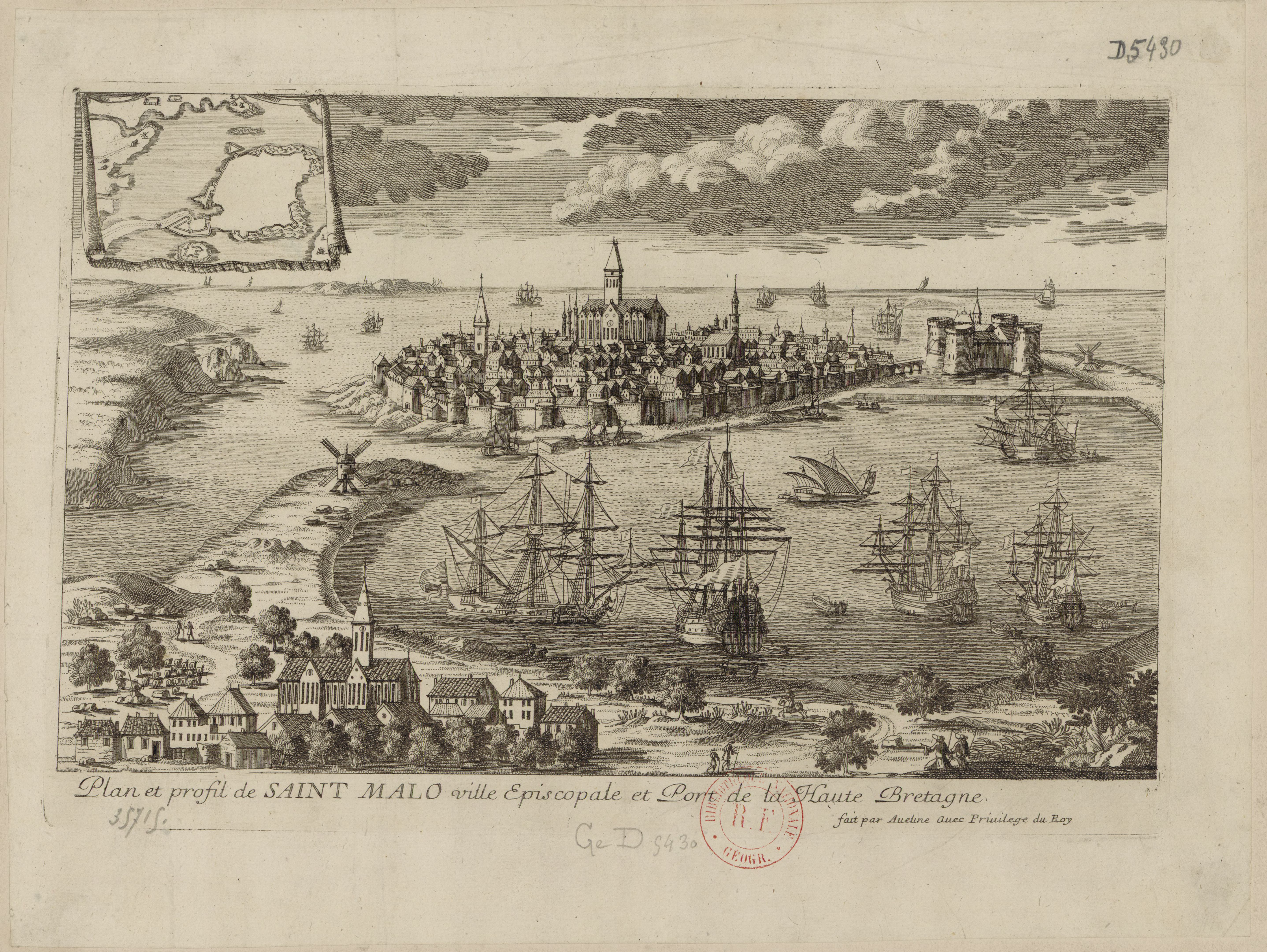
Carte de Saint Malo, (17è ou 18è siècle ?), Bibliothèque nationale de France/Gallica.

Pendant la Convention montagnarde, après le passage de Carrier en août 1793, arrive en décembre, Jean-Baptiste Le Carpentier, auréolé de sa défense de Granville contre l'armée vendéenne catholique et royaliste. L'envoyé de la Convention organise la Terreur à « Port-Malo » dont rues, places et portes sont rebaptisées.  La guillotine fonctionne et au total 300 personnes perdent leur tête, à Saint-Malo ou à Paris[précision nécessaire]. Le 1er ventôse de l'an II (19 février 1794), il enjoint aux administrateurs du district de presser le maire Moulin de débarrasser la cathédrale, devenue « temple de la Raison », des « attributs du fanatisme » qu'on y aperçoit encore. L'édifice fut adjugé pour enlèvement des matériaux après démolition. Le Carpentier, grand pourchasseur de curés, assermentés ou non, et pourvoyeur de prisonniers pour le « Mont-Libre », est, sous la Restauration en 1820, jugé et condamné à la prison au Mont redevenu « Saint-Michel », y chante les louanges de la famille royale et répond comme servant à la messe tous les matins.
L’organisation des fêtes révolutionnaires témoigne cependant du maintien d’un sentiment favorable au nouveau régime, surtout après la fin de la Terreur :
- les victoires des armées républicaines sont fêtées, notamment la reprise de Toulon aux Anglo-royalistes[20] ainsi que la paix avec l’Autriche, principal ennemi de la France, en brumaire an VI[20] ;
- l’anniversaire de l’exécution de Louis XVI, accompagnée d’un serment de haine à la royauté et à l’anarchie, est fêté (à partir de 1795)[21] ;
- les autres fêtes républicaines sont suivies, comme l’anniversaire de la République jusqu’à l’an VIII (22 septembre, 1er vendémiaire[22]), la fête de la Jeunesse (le 10 germinal, soit le 30 mars[23]), la fête de la Reconnaissance, pourtant peu suivie dans le département (le 10 prairial[24]).

## Troisième République

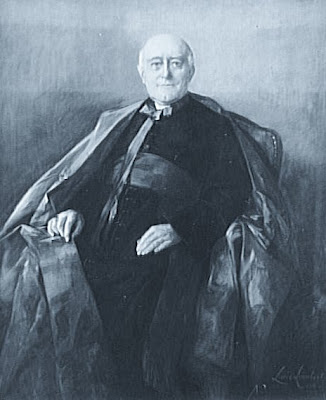
L'académicien français Louis Duchesne (1911).

Sous la Troisième République, le Servannais Louis Duchesne est la figure dominante du monde intellectuel malouin. Les travaux de cet archéologue et historien participent de la rénovation de l'Église catholique. Après Nicolas-Charles-Joseph Trublet (1697-1770) et François René de Chateaubriand, il est le troisième Malouin élu à l'Académie française.

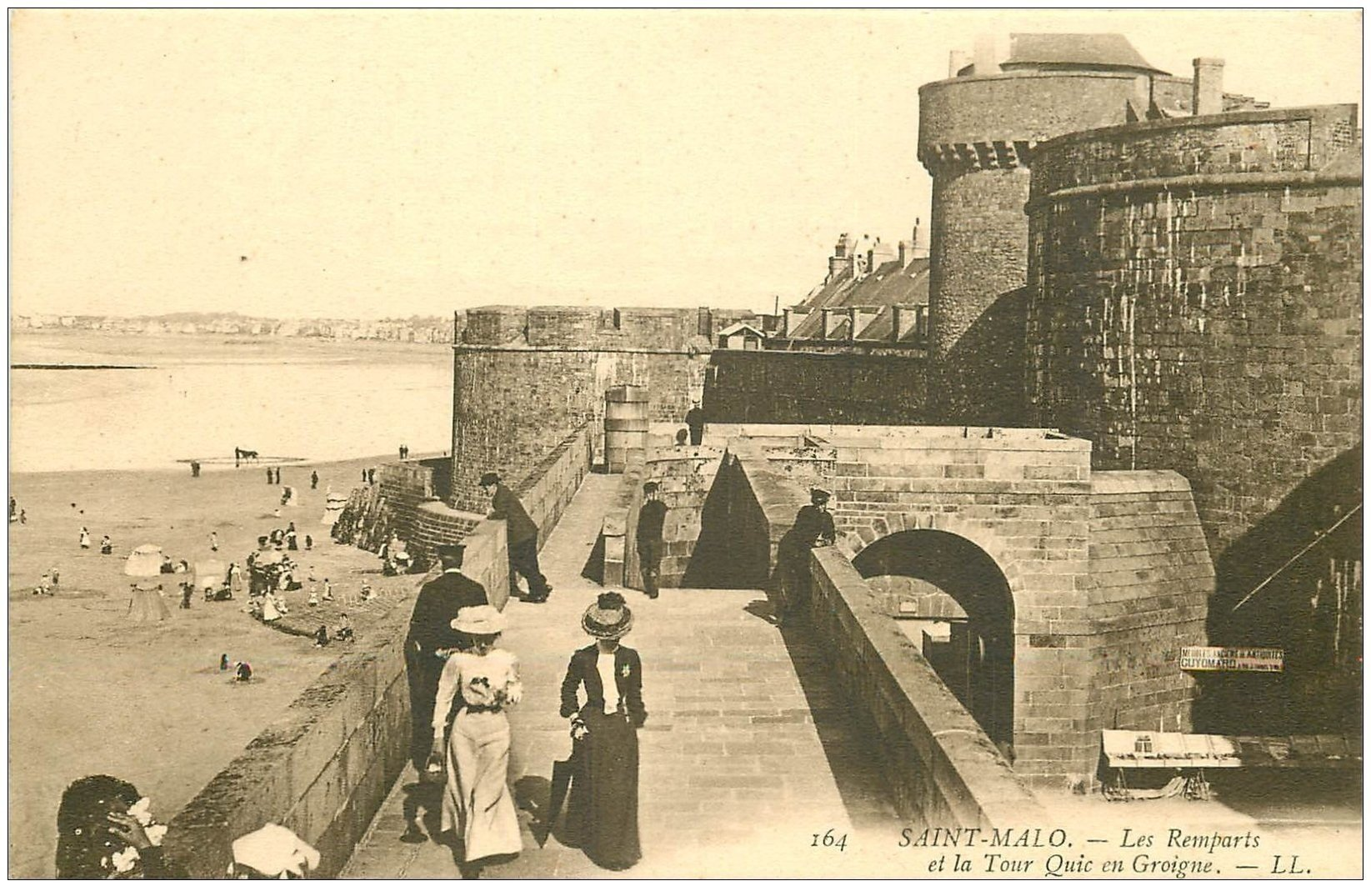
Saint-Malo, promenade sur les remparts (vers 1920)

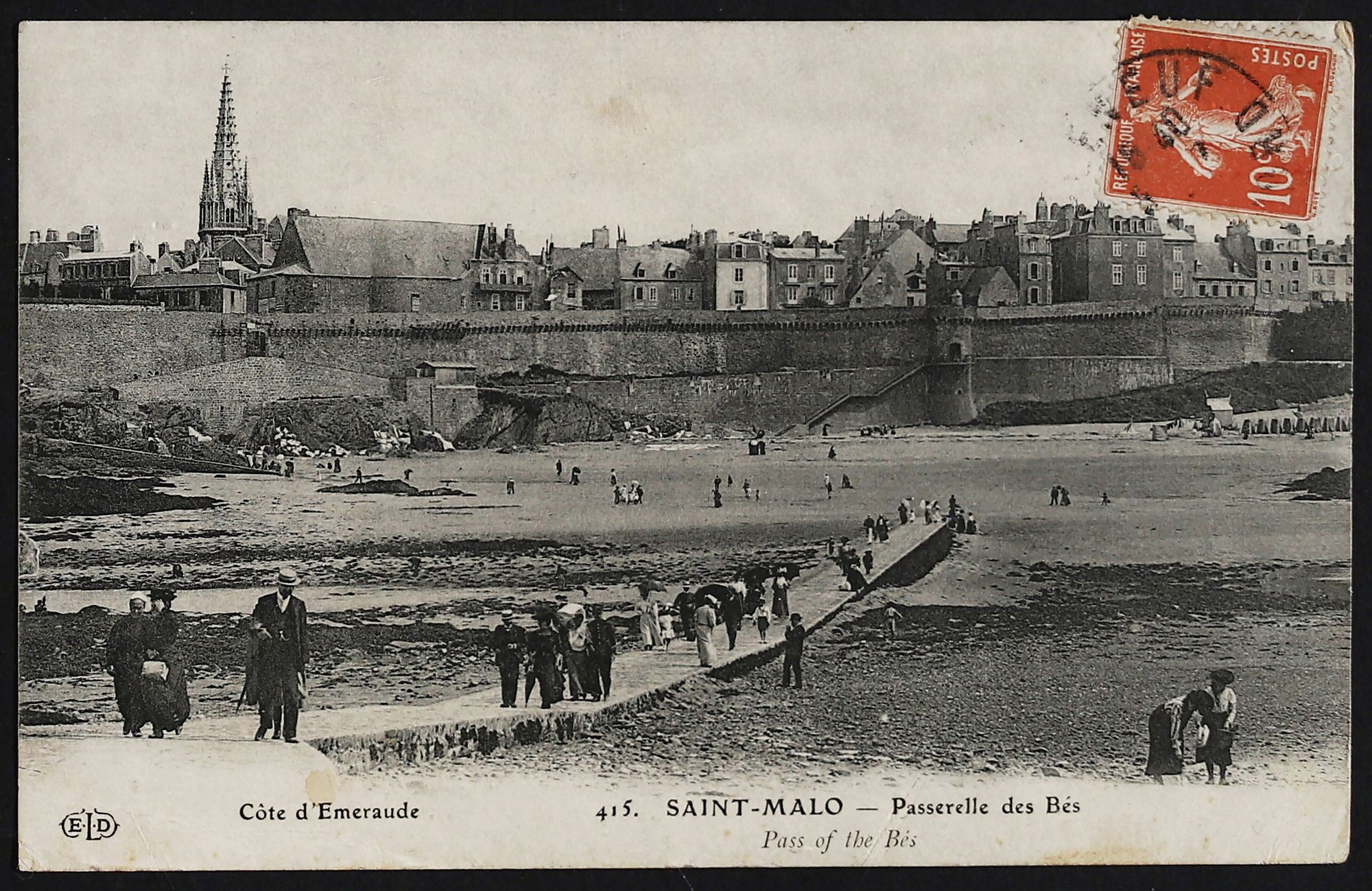
Saint-Malo (1910), la passerelle des Bé et la page de Bons-secours, les personnes en tenue de ville.

## Histoire contemporaine

### La pêche à la morue sur les bancs de Terre-neuve
Saint-Malo a été un port important de la grande pêche à la morue fin XIXe - début du XXe siècle. Les marins partaient pour de longues campagnes de pêche sur les bancs de Terre-neuve. Le bateau à voile pour cette pêche est le Terre-neuvas.

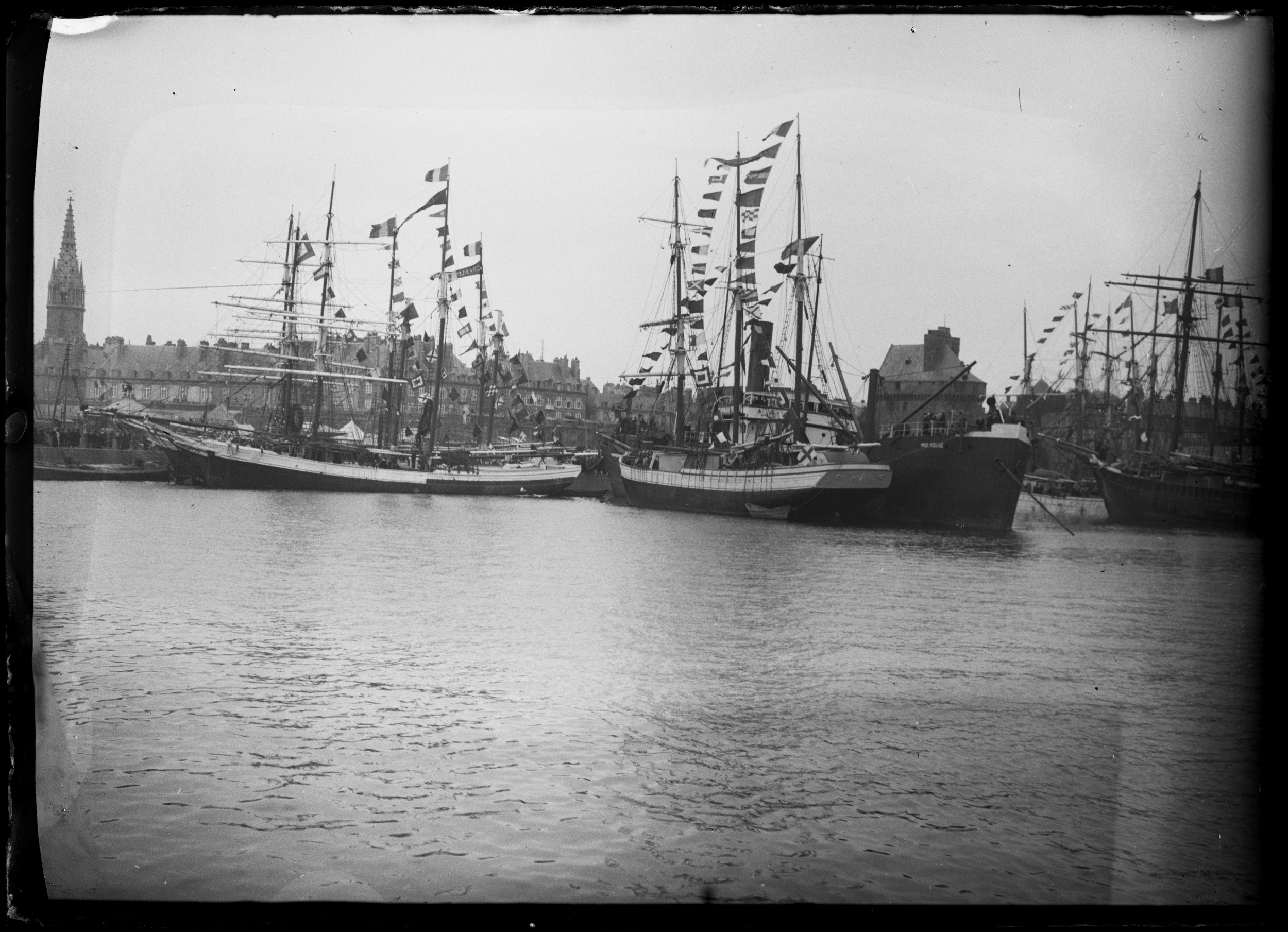
Pardon des Terre-neuvas (grand pavois) , Musée de Bretagne
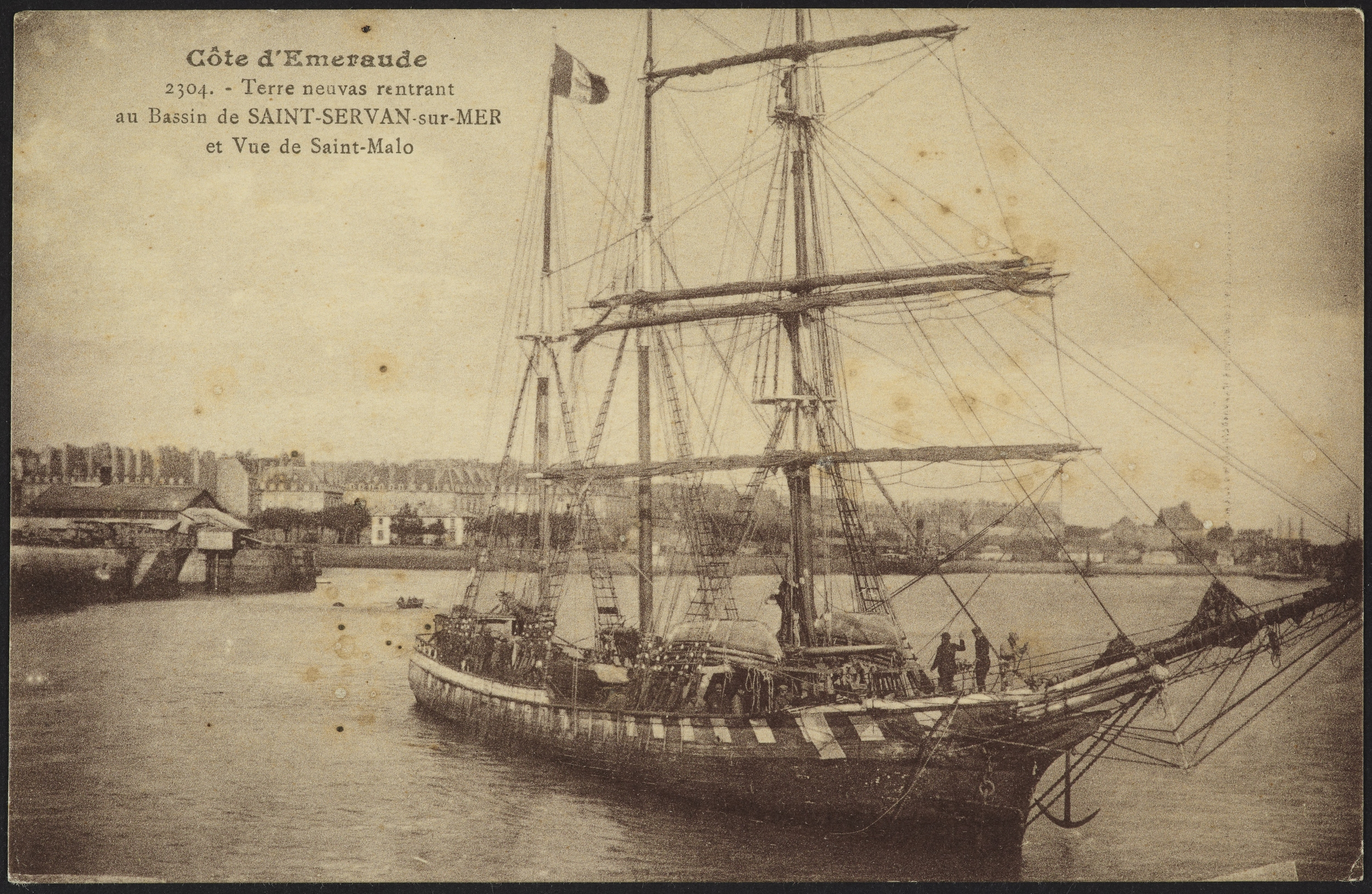
Saint-Malo, terre-neuvas au retour, musée de Bretagne
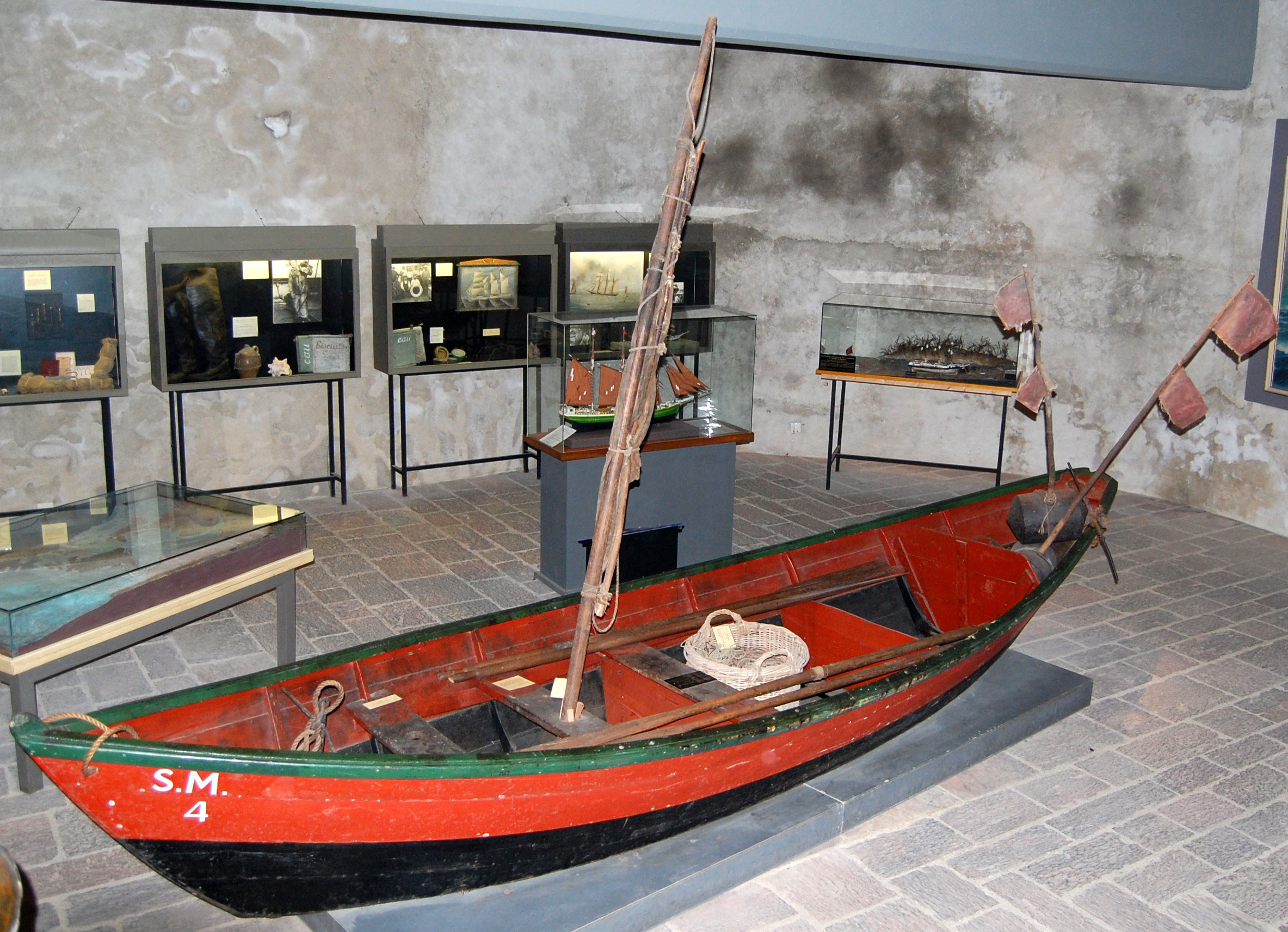
Doris utilisée comme annexe des terre-neuvas, Musée d'Histoire de Saint-Malo

### Première Guerre mondiale
Le 47e régiment d'infanterie, basé à Saint-Malo, a compté 2 088 morts bretons pendant la Première Guerre mondiale ; son régiment de réserve, le 247e régiment d'infanterie, en a compté 1 190.

### Seconde Guerre mondiale
Pendant la Seconde Guerre mondiale, Saint-Malo est occupée par les troupes allemandes qui fortifient la ville dans le cadre des défenses du mur de l'Atlantique. La cité d'Aleth devient un élément central de la Festung (forteresse) de Saint-Malo. D'autres positions sont également fortifiées avec des bunkers et des canons, comme l'île de Cézembre.

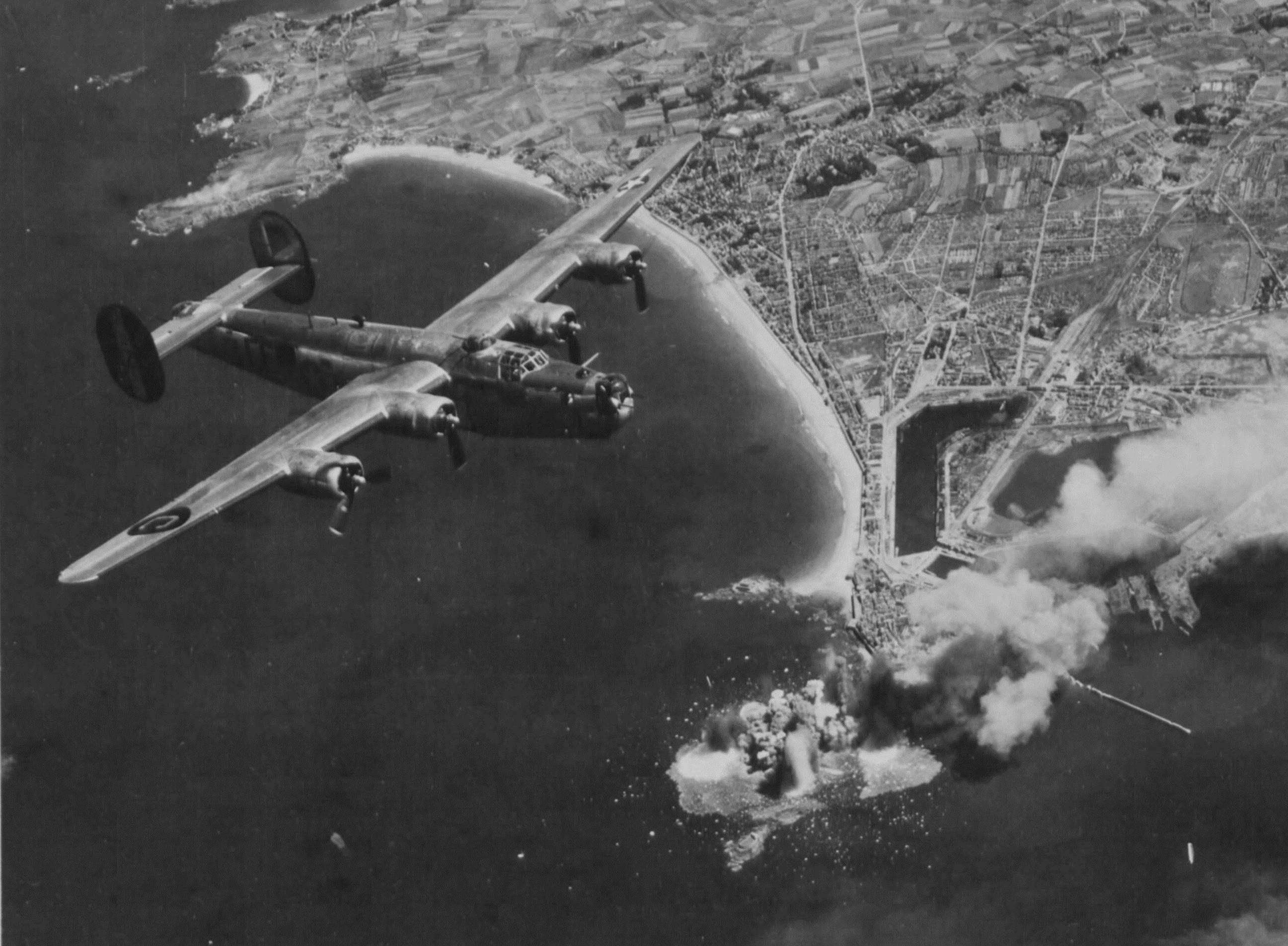
Bombardement du Grand Bé pour la libération de Saint-Malo en août 1944 par des B-24 de l'US Air Force.

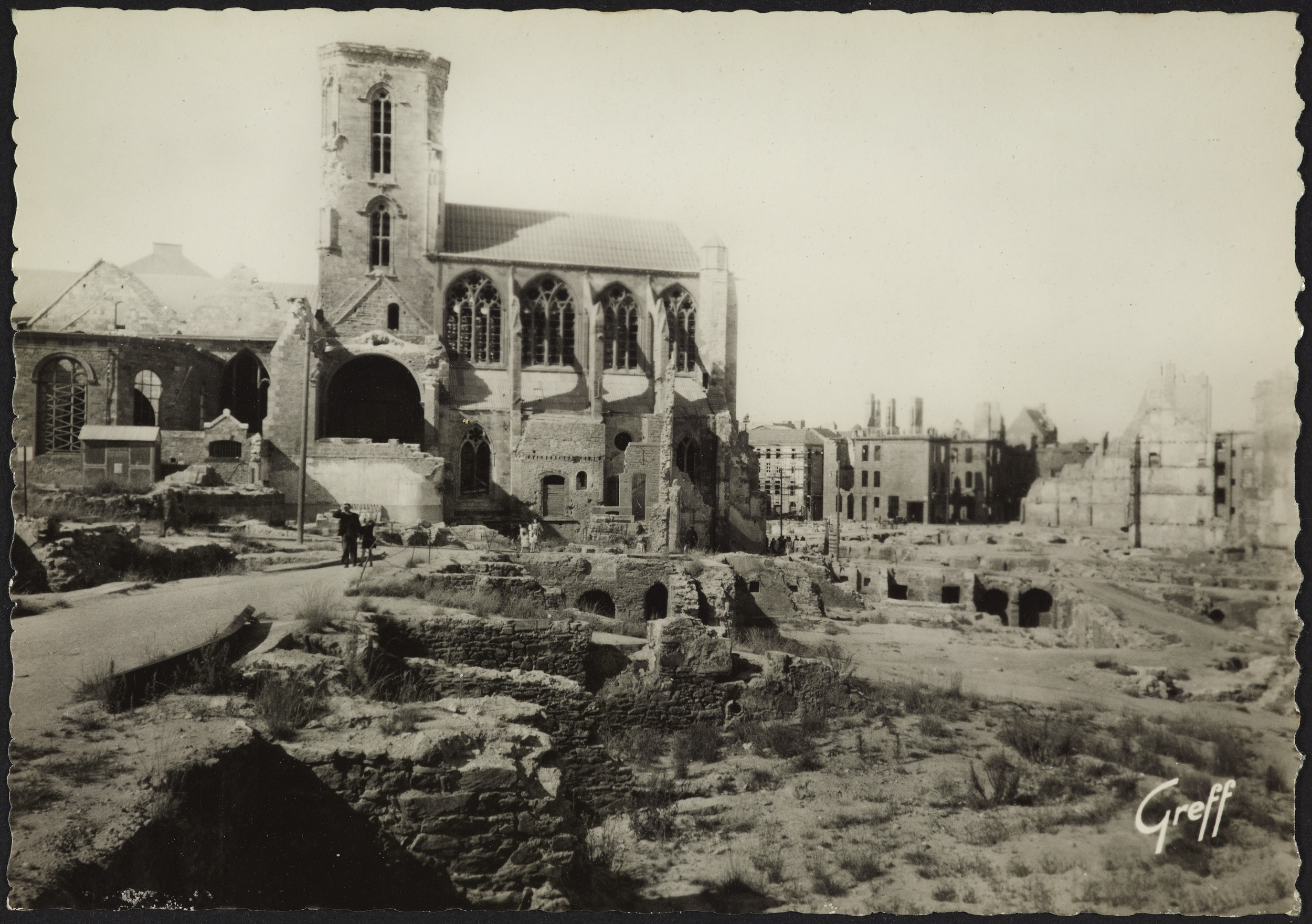
Saint-Malo en ruines après le bombardement d'août 1944. Carte postale, musée de Bretagne.

En août 1944, les colonnes américaines du VIIIe corps d'armée du général Middleton, intégré à la IIIe armée américaine du général Patton, se dirigent vers Brest, pour capturer le port. Pris sous le feu de l'artillerie allemande près de Saint-Malo, l'armée américaine réagit brutalement. Le dimanche 6 août 1944, les premiers obus américains tombent sur la vieille cité malouine. Pourtant, conformément aux rapports de la Résistance bretonne, la garnison allemande qui stationne intra-muros est très réduite, ne comptant pas plus de 70 hommes appartenant à la 5e batterie DCA de la Flak-Abteilung 912. L'offensive américaine se poursuit plus d'une semaine sur Saint-Malo et ses environs. Le fort National n'échappe donc pas à ces funestes bombardements. Dans la nuit du 9 au 10 août 1944 notamment, alors que la vieille cité corsaire se consume sous les bombes alliées, 18 prisonniers malouins sont tués par des obus de la 3e armée américaine. Une plaque commémorative, apposée dans le fort, honore aujourd'hui leur mémoire. Le dimanche 14 août 1944, la ville, le château, le Grand Bé et Cézembre subissent un nouveau bombardement aérien, l'aviation américaine envoyant cette fois 150 bombardiers lourds B-24 Liberator. Évacuée par les autorités allemandes quelque temps plus tôt, Saint-Malo est presque entièrement dévastée par les incendies qui suivent ce bombardement massif. Plus de 80 % des meubles, immeubles, archives, et biens personnels des Malouins sont entièrement détruits,.

### La reconstruction de Saint-Malo
Saint-Malo a été reconstruite selon son plan original. Les autorités parlent de « reconstructions historiques ».

Le 26 janvier 1947, la première pierre du nouveau Saint-Malo est posée en présence de René Delannoy. La fin symbolique du chantier a lieu en 1972 avec l’inauguration de la cathédrale Saint-Vincent.

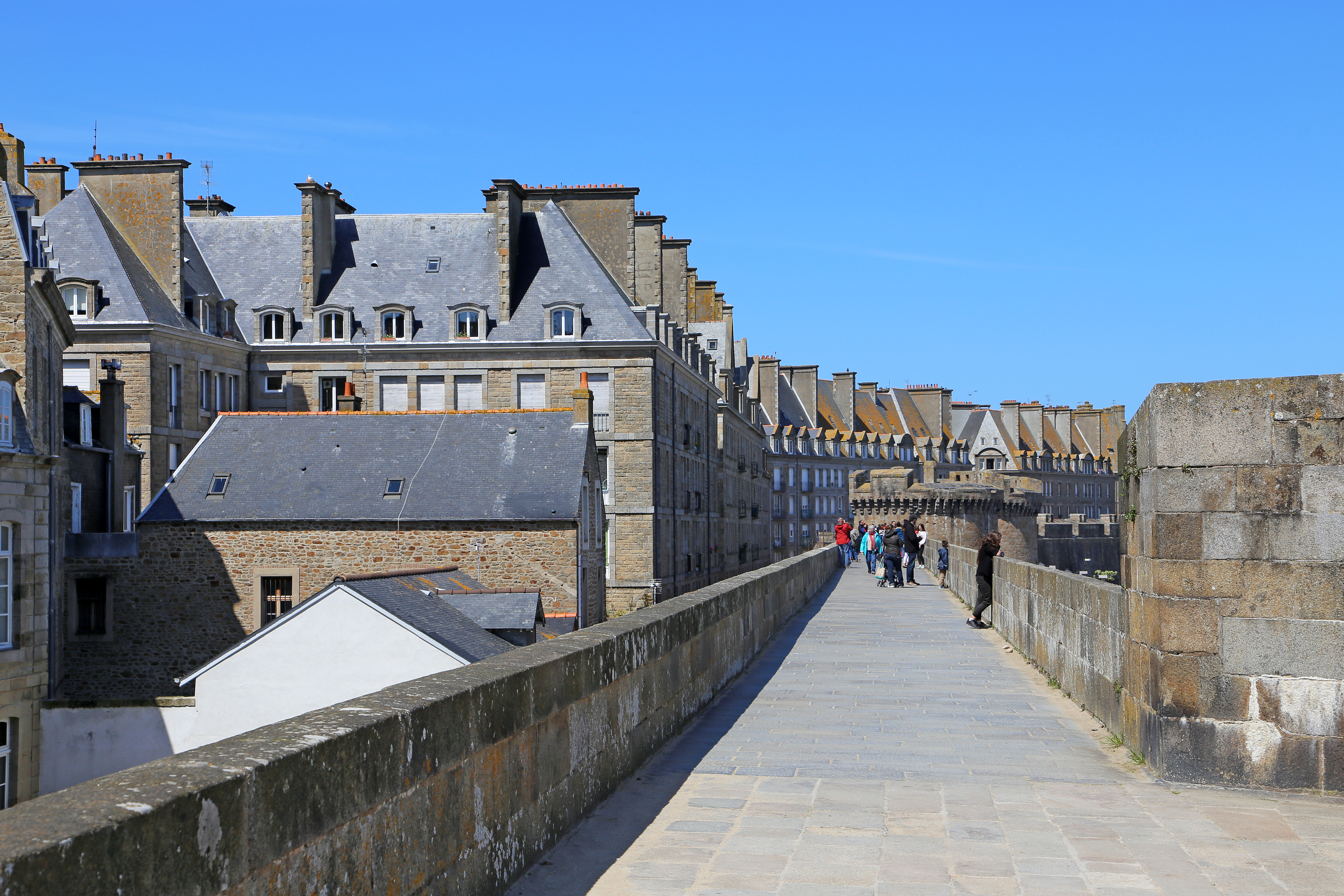
La reconstruction de Saint-Malo a conservé son caractère historique.

En juillet 1948, la ville est décorée de la Légion d'honneur et de la croix de guerre 1939-1945. On retrouve ces décorations sur les armoiries de la ville.

### Après-guerre
Dès la reconstruction, l'idée d'une fusion avec les deux villes voisines de Saint-Servan et Paramé germe. Mais les Malouins y sont plutôt opposés dont leur maire Guy La Chambre (bien qu'il ait été maire de Saint-Servan avant guerre) ayant le sentiment d'abandonner aux deux autres villes un patrimoine historique, culturel mais aussi économique. Il existe également une rivalité ancienne entre Saint-Malo et Saint-Servan et des affrontements réguliers pour le partage du port commun. Guy La Chambre ne se représente pas aux élections municipales de 1965, et les maires alors élus de Saint-Malo (Maurice Callame), de Saint-Servan (Marcel Planchet) et de Paramé (Georges Coudray), sont eux favorables à la fusion des trois communes. Celle-ci intervint finalement le 27 octobre 1967, l'ensemble gardant le nom de Saint-Malo. La nouvelle commune passe à plus de 42 000 habitants (Saint-Malo 17 137, Saint-Servan  14 963 et  Paramé  8 811, en faisant le 2e commune la plus peuplée d'Ille-et-Vilaine derrière Rennes.  

### Tourisme
Première ville de France ayant développé un centre pionnier de thalassothérapie (thermes marins, soins fondés sur l'administration de bains d'eau de mer sous différentes formes) et accueillant plusieurs lignes de ferries vers le Royaume-Uni et les îles Anglo-Normandes, Saint-Malo vit beaucoup de son port et du tourisme tout au long de l'année.
Le mont Saint-Michel est proche de la ville, qui est reliée à Paris par le TGV (trois heures), ainsi que les paquebots de croisière.

### Le découverte du Pavillon des Indes de Saint-Malo
Le pavillon des Indes fut commandé par le prince de Galles, futur Edouard VII pour représenter les Indes britanniques à l’Exposition universelle de 1878 à Paris. Il comprend alors deux parties symétriques reliées par une galerie. 
A la fin de l’exposition, les deux parties furent vendues séparément. La principale fut ainsi transférée vers la station balnéaire de Paramé (Saint-Malo) mais endommagée par un coup de vent puis détruite vers 1905 par une violente tempête.